# Reza Goodary
Mohammadreza Goodary (persiska: محمدرضا گودری)), född 14 december 1988 i Teheran, känd under sitt yrkesnamn Reza Goodary (persiska: رضا گودری), är en iransk blandad kampsportare. Han är den första iranier att slåss i sex discipliner Karate, Thaiboxning, Brasiliansk jiu-jitsu, BKFC, Grappling och Mixed martial arts och har spelat in 299 professionella kamper.